# Моносилікати
Моносилікати (англ. monosilicates, нім. Monosilikate n pl) — солі полікрем'яних кислот, у яких відношення кількості йонів кисню, зв'язаного з кремнієм, до кількості йонів кисню, зв'язаного з основами (при написанні формул у вигляді оксидів), дорівнює одиниці (наприклад, у форстериті — SiO2•2MgO).